# Olios exterritorialis
Olios exterritorialis là một loài nhện trong họ Sparassidae.
Loài này thuộc chi Olios. Olios exterritorialis được Embrik Strand miêu tả năm 1907.